# Reemplazo total de cadera

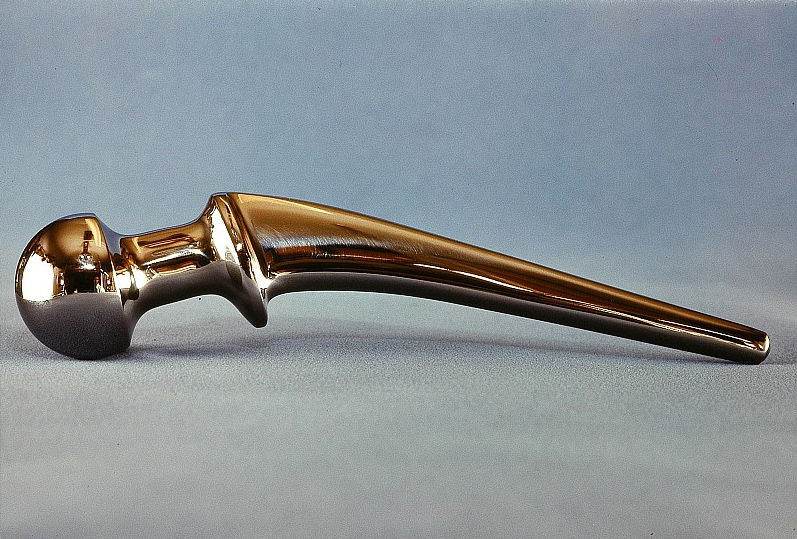
Prótesis de cabeza femoral.

Una prótesis de titanio, con una cabeza cerámica y copa acetabular de polietileno.
El reemplazo total de cadera, conocido en términos médicos como artroplastia de cadera, consiste en la cirugía ortopédica que busca reemplazar de forma total la articulación de la cadera con un implante artificial llamado prótesis.
Sir John Charnley realizó la primera operación de reemplazo de cadera con éxito en el Hospital Wrightington en 1962. El reemplazo de cadera es actualmente una de las operaciones ortopédicas más comunes, aunque la satisfacción del paciente a corto y largo plazo varía ampliamente. Se estima que aproximadamente el 58% del total de los reemplazos de cadera duran 25 años. El costo promedio de un reemplazo total de cadera en 2012 fue de $ 40,364 en los Estados Unidos, y de $ 7,700 a $ 12,000 en la mayoría de los países europeos.

## Descripción
En principio se llega a la articulación por medio de diferentes abordajes, se extrae la cabeza femoral realizando un corte a nivel del cuello femoral, y a través de dispositivos especiales se prepara el canal femoral donde se colocará el implante, colocando o no de forma previo cemento óseo, conocido como metil metacrilato según la técnica a utilizar. Si el reemplazo es parcial se procede a lavar la cavidad y cerrar.
En reemplazo total por el contrario luego de realizar el fémur se procede a preparar el acetábulo del hueso pélvico. Se prepara la cavidad acetabular retirando el cartílago y dándole la esfericidad requerida para que aloje la copa, esta corresponde al implante donde va a moverse la cabeza femoral.
La técnica varía según la posición de colocar el paciente, ya sea en posición decúbito dorsal (boca arriba) o lateral, y el abordaje quirúrgico que puede ser anterolateral o posterolateral.11
Los implantes varían según las características las cuales se las dan la fábrica que las produce y patenta.
Estabilidad.
el objetivo principal de un implante es lograr la máxima longevidad posible,  la estabilidad es el punto crucial para lograrlo. La estabilidad debe definirse como la serie de eventos que deben ocurrir para lograr una respuesta biológica equilibrada que permita la presencia de un cuerpo extraño sujeto a grandes esfuerzos por largos periodos, sin que cause detrimento significativo de las propiedades biológicas mecánicas del receptor.
Hay dos tipos de estabilidad claramente definidos por el tiempo y los eventos que deben producirse para obtenerla. La primera es la estabilidad primaria o mecánica, la cual se logra en el mismo momento de la cirugía y a través de un diseño correcto del implante, los métodos alternos de fijación la técnica quirúrgica. La segunda es la estabilidad secundaria o biológica, que se logra con el paso del tiempo y por mediación de fenómenos biológicos de remodelamiento óseo. De éstos, los que más contribuyen a establecer ese vínculo de fijación son : la unión química, la unión por invasión ósea a superficies porosas y la unión fibrosa entre el implante el hueso.

## Indicaciones
En general se recomienda esta cirugía en personas mayores en cuyo caso el desgaste es mucho menor, debido a la menor actividad lo que disminuye la posibilidad de fallo, así también por una fractura causada por un traumatismo.
El reemplazo se realiza en daño irreversible de la articulación el cual se da en casos avanzados de artrosis, artritis reumatoide, secuelas de artritis séptica o de displasia del desarrollo de la cadera, tumores o en casos especiales de fracturas del cuello femoral.Por falta de irrigación de sangre del mismo.

## Revisión de artroplastia de cadera
Se llama revisión al proceso por medio del cual se reemplaza la prótesis por una nueva, en general debido a desgaste o fallo del material, se considera que una prótesis debe durar entre 10 y 15 años antes de requerir revisión.

## Tipos de artroplastia
- Artroplastia total, donde se reemplazan los dos componentes de la articulación, acetabulo y fémur.Acetábulo
- Artroplastia parcial, donde se reemplaza solamente el componente femoral.
- Artroplastia de interposición, donde se retira la cabeza femoral y se quita el cartílago acetabular colocando alguna estructura llenando el espacio creado, la cual es el medio de contacto entre los dos huesos. Puede ser el paso a seguir de una artroplastia por resección.
- Artroplastia por resección, donde se realiza extracción de cabeza femoral y cartílago acetabular sin la colocación de ningún implante o estructura, creando una articulación a base de fibrosis y tejido cicatrizal, siendo esta estable, móvil e indolora. Se limita a indicaciones específicas donde no es posible la colocación de implantes.
- Artroplastia bipolar, es un tipo especial de artroplastia parcial donde el componente femoral tiene la cabeza dentro de una copa en la que gira.
- Artroplastia cementada, es en la que se fijan los componentes con un tipo especial de cemento quirúrgico llamado cemento óseo  Metil Metacrilato.
- Artroplastia no cementada, es en la que el implante se adhiere directamente al hueso.
- Artroplastia híbrida es en la que solo se le coloca cemento a uno de los dos componentes, generalmente en el femúr.